# Pique-prune
Osmoderma eremita
Pour les articles homonymes, voir Barbot, Pique et Prune (homonymie).
Espèce
Statut de conservation UICN

 NT  : Quasi menacé
Le pique-prune ou scarabée pique-prune (Osmoderma eremita) est une espèce d'insectes coléoptères de la famille des Scarabaeidae, de la sous-famille des Cetoniinae (cétoines).
C'est une espèce en régression, menacée et protégée. Elle est considérée comme un bon bioindicateur de la naturalité d'un milieu en termes de présence d'arbres sénescents ou de bois-mort, mais en présence de bois mort, ses populations peuvent néanmoins évoluer avec des cycles asynchrones.

## Habitat
L'espèce est présente au sein de bocages denses abritant un nombre important de vieux feuillus sénescents et riches en caries ou troncs creux.
Dans le secteur nord-ouest de la France, elle occupe préférentiellement les vergers de châtaigniers greffés et les chênes têtards.

## Statut de l'espèce (état, pressions et menaces, réponses)
L'espèce est un chaînon essentiel dans le fonctionnement écologique des milieux forestiers, et sa présence est un bio-indicateur fiable de la qualité des milieux. Elle est strictement protégée par l'arrêté du 23 avril 2007 fixant les listes des insectes protégés sur l’ensemble du territoire et les modalités de leur protection.
La présence du pique-prune a par exemple conduit à interrompre la construction de l'autoroute A28 Alençon-Le Mans entre 1996 et 2002. L'attention portée à cette espèce est principalement due à son statut d'espèce-indicatrice et d'espèce-parapluie, et n'a pas toujours bien été comprise par les populations et acteurs locaux.
Une partie du département de la Mayenne est concernée par la zone Natura 2000 (Pays de Pail, Coëvrons) où cet animal rare est à protéger.
Un moyen de protéger ce type d'espèces est de restaurer et conserver un réseau suffisamment dense et écologiquement interconnecté de bois mort et arbres sénescents, ainsi que de vieux arbres dans les haies et prairies.

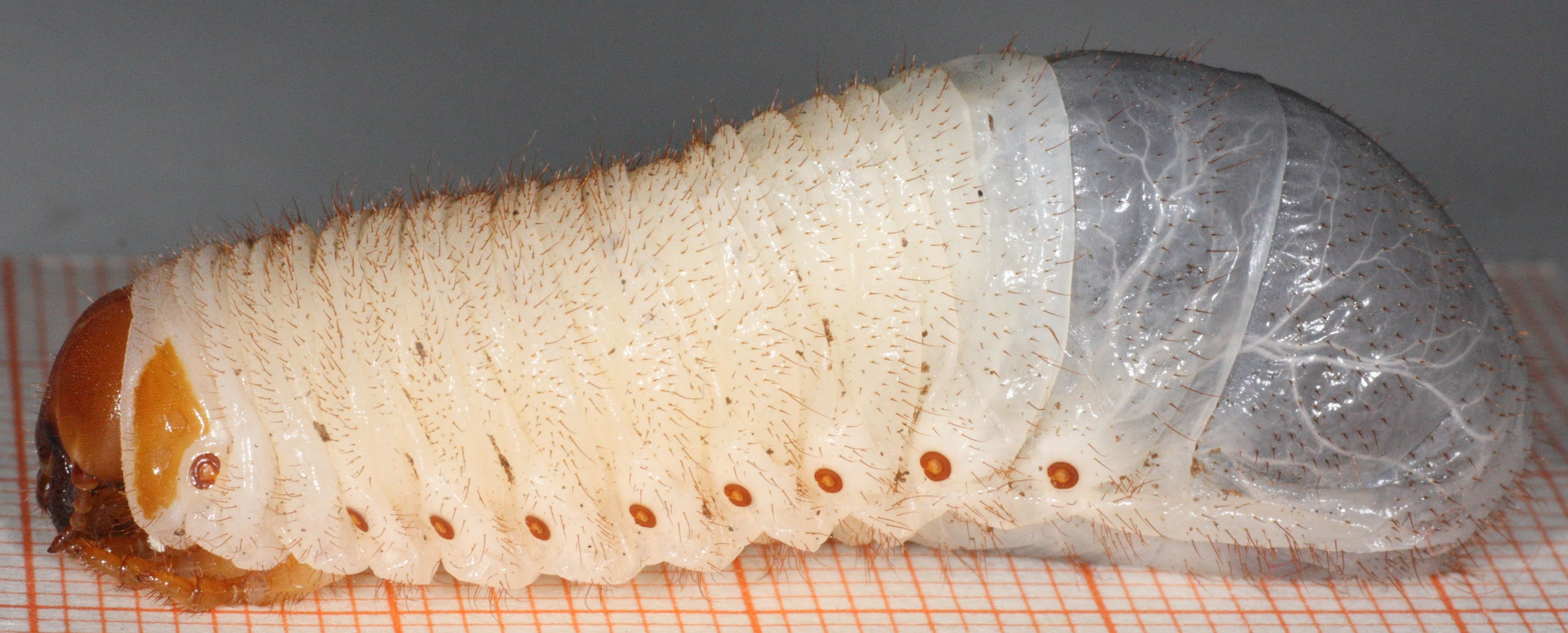
Larve de dernier stade
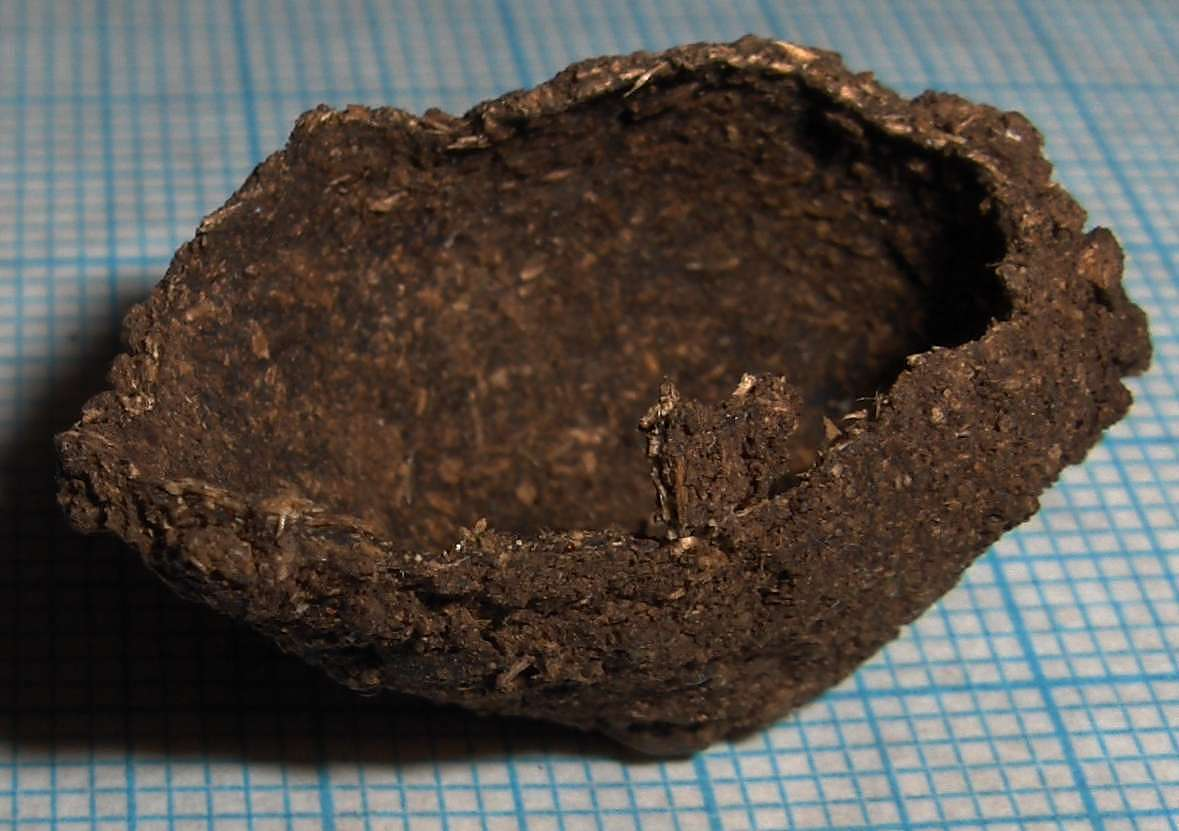
Résidus de nymphose
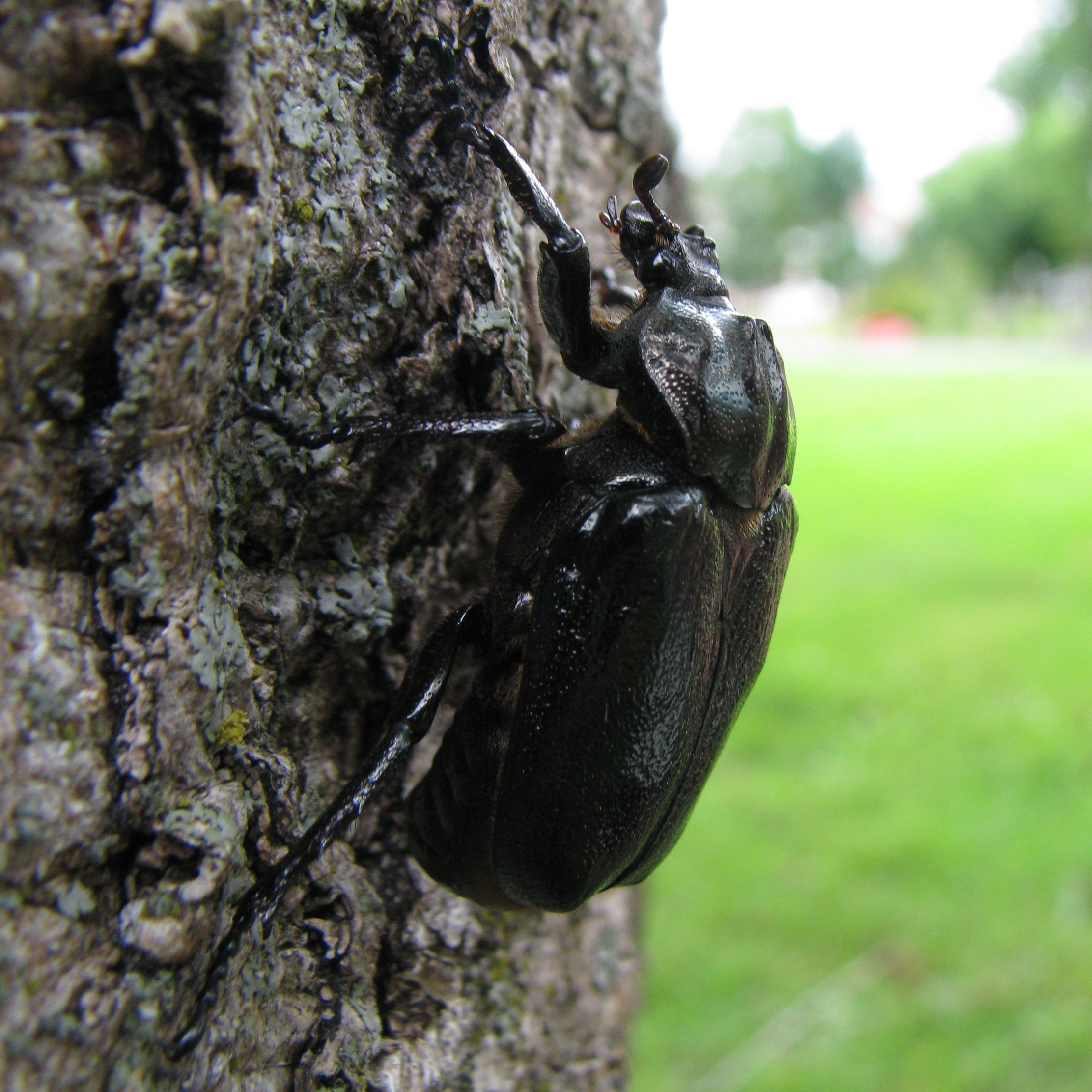
Un adulte en Norvège
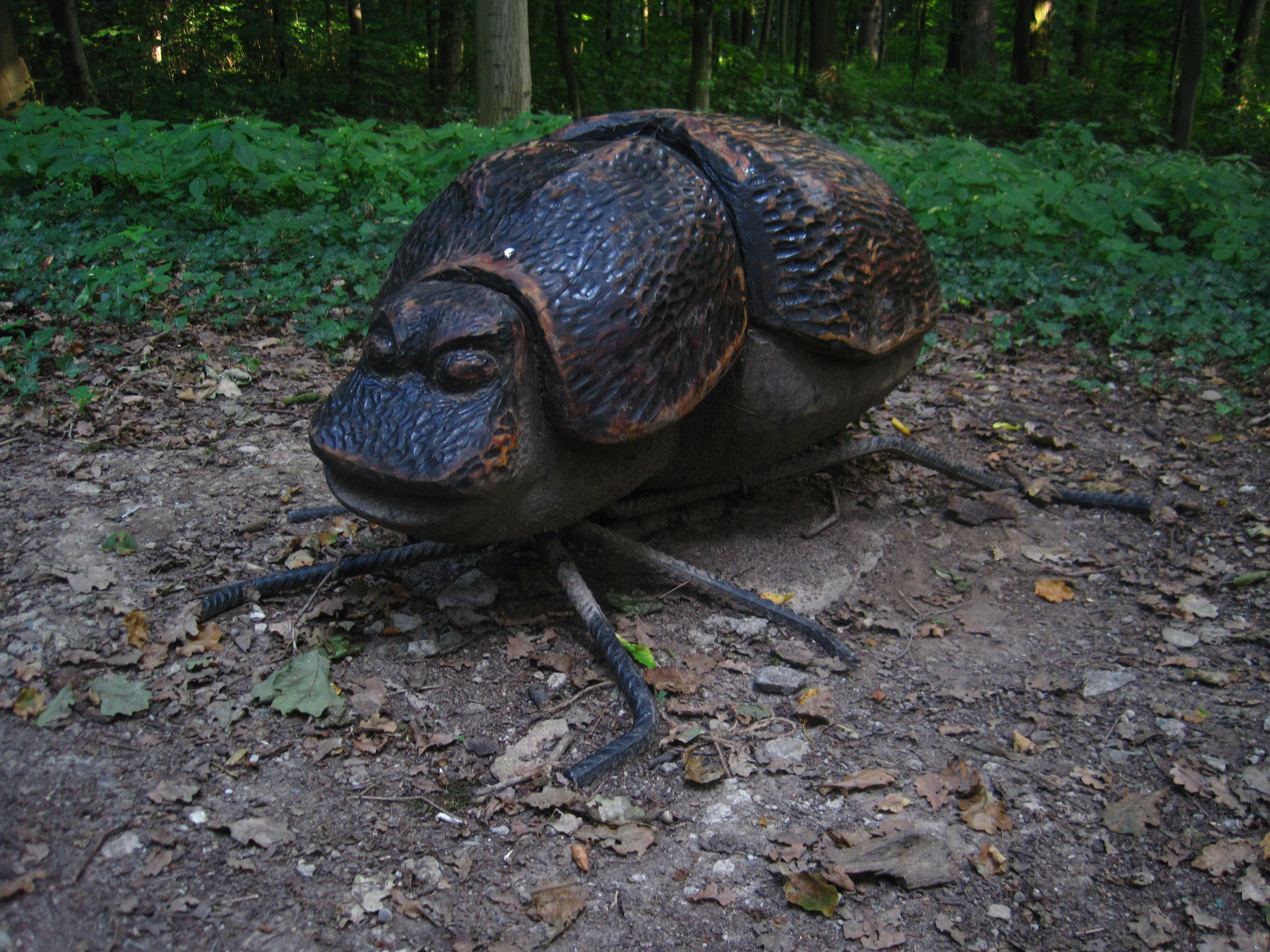
Sculpture en Tchéquie

## Protection
Au niveau international, le Pique-Prune est protégé par la Convention de Washington sur le commerce international des espèces de faune et de flore sauvages menacées d'extinction (Annexe A).
Au niveau européen, il est protégé par la Convention de Berne relative à la conservation de la vie sauvage et du milieu naturel de l’Europe (Annexe II) et par la Directive 92/43/CEE du Conseil du 21 mai 1992 concernant la conservation des habitats naturels ainsi que de la faune et de la flore sauvages.
Au niveau national il est protégé par l'article 2 de l'Arrêté du 23 avril 2007 fixant les listes des insectes protégés sur l'ensemble du territoire et les modalités de leur protection.